# Joaquín Hurtado Pérez
Joaquín Hurtado Pérez (Monterrey, Nuevo León, 1961) es un escritor y activista mexicano en la prevención del VIH/sida.

## Biografía
Se recibió como Licenciado en Ciencias de la Educación. A la edad de veinticinco años se incorpora al consejo editorial de uno de los suplementos culturales más importantes del noreste de México, Aquí vamos. Fue becario del Centro de Escritores de Nuevo León en 1991. Colaborador del suplemento Letra S del periódico mexicano La Jornada.

## Obras
- Guerreros y otros marginales, 1993
- Laredo Song, 1997
- Crónica Sero, 2003
- La dama sonámbula, 2007
- La estructura de Andrómeda, Tilde Editores, 2022. ISBN 9786079418281